# Енгин Акјурек
Енгин Акјурек (тур. Engin Akyürek; Анкара, 12. октобар 1981) турски је глумац. Најпознатији је по својим улогама Керима у серији Изгубљена част, Омера Демира у серији Љубав и новац и Санџара Ефеоглуа у серији Амбасадорова кћи. Акјурек је започео своју глумачку каријеру 2004. и сматра се једним од најуспешнијих турских глумаца.

## Филмографија

### Филм
| Година | Српски назив | Изворни назив | Злога       | Напомене |
| ------ | ------------ | ------------- | ----------- | -------- |
| 2006.  |              |               | Џеват       |          |
| 2014.  |              |               | Текин Булут |          |
| 2018.  |              |               | Керем       |          |
| 2019.  |              |               | Умут        |          |

### Телевизија
| Година     | Српски назив     | Изворни назив | Улога           | Напомене |
| ---------- | ---------------- | ------------- | --------------- | -------- |
| 2004—2007. | Љубав на међи    |               | Кадир Садикоглу |          |
| 2007—2008. |                  |               | Низипли Халим   |          |
| 2008—2009. |                  |               | Мустафа Булут   |          |
| 2010—2012. | Изгубљена част   |               | Керим Илгаз     |          |
| 2014—2015. | Љубав и новац    |               | Омер Демир      |          |
| 2017.      |                  |               | Дахан Сојсур    |          |
| 2019—2021. | Амбасадорова кћи |               | Санџар Ефеоглу  |          |

### Позориште
| Година | Српски назив | Изворни назив | Улога | Напомене |
| ------ | ------------ | ------------- | ----- | -------- |
| 2007.  |              |               | Џето  | [ 2 ]    |